# Padre Nuestro
Pour plus de détails, voir Fiche technique et Distribution.
Padre Nuestro est un film américano-argentin réalisé par Christopher Zalla, sorti en 2007.
Premier film du réalisateur, ce film a remporté en 2007 le Grand prix du jury au Festival du film de Sundance.

## Fiche technique
- Titre original : Padre Nuestro
- Réalisation : Christopher Zalla
- Scénario : Christopher Zalla
- Direction artistique : Tommaso Ortino
- Décors : Tommaso Ortino
- Costumes : Taphat Tawil
- Photographie : Igor Martinovic
- Son : Tammy Douglas et Pablo Luna
- Montage : Aaron Yanes
- Musique : Brian Cullman
- Production : Anthony Aufiero, Daniel Carey, Louise Lovegrove, Ellyn Long Marshall, James M. McNamara, Per Melita, Maria E. Nelson, Ben Odell, Gloria Reuben, James Shifren, Kaer Vanice, Dylan Verrechia
- Pays d'origine :  Argentine |  États-Unis
- Langue : Anglais, Espagnol
- Format : Couleurs - 35 mm - 2,35:1 - Dolby Digital
- Genre : Film dramatique thriller
- Durée : 110 minutes
- Date de sortie : 20 janvier 2007

## Distribution
- Jesús Ochoa : Diego
- Armando Hernández : Juan
- Jorge Adrián Espíndola : Pedro
- Paola Mendoza : Magda

## Récompenses et distinctions

### Récompenses
- 2007 : Festival du film de Sundance : Grand Prix du jury

### Nominations
- 2008 : Film Independent's Spirit Awards : Meilleur premier film pour Christopher Zalla.
- 2008 : Film Independent's Spirit Awards : Meilleur premier scénario pour Christopher Zalla.